# Dingiri Banda Wijetunge
Dingiri Banda Wijetunge (syng. ඩිංගිරි බණ්ඩා විජේතුංග, tamil. டிங்கிரி பண்ட விஜேதுங்க, ur. 15 lutego 1916, zm. 21 września 2008 w Kandy) – polityk Sri Lanki, premier i prezydent Sri Lanki.
Działał w Zjednoczonej Partii Republikańskiej (UNP). W latach 1988–1989 pełnił funkcję gubernatora prowincji północno-zachodniej kraju, w marcu 1989 został premierem. Po śmierci w zamachu prezydenta Premadasy został wyznaczony przez rządzącą partię UNP na jego tymczasowego następcę; 7 maja 1993 zatwierdził go parlament na okres do końca kadencji Premadasy. W listopadzie 1994 przekazał urząd prezydenta Chandrice Kumaratundze.
Zasłynął m.in. wypowiedzią, że Sri Lanka nie ma problemów etnicznych, a problemem kraju jest faktycznie terroryzm.